# جوناثان هولاند (لاعب كرة قدم أمريكية)
جوناثان هولاند (بالإنجليزية: Jonathan Holland)‏ هو لاعب كرة قدم أمريكية أمريكي، ولد في 18 فبراير 1985 في مونرو في الولايات المتحدة.

## وصلات خارجية
- جوناثان هولاند على موقع مرجع كرة القدم المحترفة.كوم (الإنجليزية)